# Jacques Couet
Jaques Couet du Vivier (Couët) (París 1546 - Basilea, 18 de enero de 1608) pastor hugonote.

## Biografía
Hijo de Philibert Couet du Vivier, de la nobleza menor, y Marie Gohorry, familia de hugonotes franceses.
Tras la Matanza de San Bartolomé en 1572, huyó a Escocia.
En 1575, mientras estudiaba en Basilea mantuvo un debate con Fausto Sozzini (creador del socinianismo), a quien dirigió el trabajo titulado De Jesu Christo Servatore.
Tras un periodo en Borgoña, tuvo que regresar a Basilea en 1585, convirtiéndose tiempo después en ministro de los hugonotes franceses en la iglesia de esta ciudad, hasta que las condiciones políticas y religiosas le permitieron marchar a París a predicar.
El 17 de julio de 1590 fue elegido por Enrique IV uno de los ocho pastores que predicaban para él trimestralmente.
Murió el 18 de enero de 1608 siendo enterrado en el templo de los dominicos.

## Obras
Publicó varias obras y reunió una enorme biblioteca con libros inusuales que heredaría su nieto, un abogado con su mismos nombre y apellido.
- Response chrestienne et tres-nécessaire en ce temps, à l'épistre d'un certain François qui s'est efforcé de maintenir l'opinion de ceux qui croient la présence du corps de Christ dans le pain de la Cène, et mesme en tous lieux, escrite et mise en lumière par Jaques Couet,... 1588
- Refvtation des mensonges mis en auant parvn: qui souz le masque du nom de Nicolas d'Avbenerd se presente en vn libelle diffamatoyre, intitulé: Response brieue aux medisances calomnies & iniures, &c. ... 1593
- Responses chrestienes avx doctrines non chrestienes, contenues ès libelles diffamatoires d'Antoyne Lescaille: Avec une Remonstrance nécessaire adressée audit Lescaille / par Léonard Constant... de l'imprimerie de Iacob Stoer. 1593.
- Apologia de ivstificatione nostri coram Deo: in qua Ecclesias Gellicas Reformatas in hoc praecipuo doctrinae Christianae capite ... vnum & idem, semtire aduersus quorundam Schismaticorum calumnias, maninifestissimè [sic] demonstratur. 1594
- De Iesu Christo servatore, hoc est cur & qua ratione Iesus Christus noster seruator sit, Fausti Socini Senensis disputatio ... respondes Iacobo Coveto. Typis Alexii Rodecii. 1594
- Aduertissemen[t] et requeste tres chrestienn[e] de Notre Seigneur Iesus Christ, a toutes les Eglises Protestantes [qui] sont soubs la domination du Roy tres-Chrestien ... Auec ... Le sommaire de la doctrine de M. Theodore de Beze ... & de M. Iaques Couët, & Leonard Constant, Ministre de l'Église Françoise de Basle. Editor Philippe du Pré, 1596.
- Antwort auf ein Schreiben von der Gegenwärtigkeit des Leibes und Blutes Christi im Abendmahl. 1599
- La conference faicte a Nancy, entre un docteur iesuite accompagné d'vn Capvchin, & deux Ministres de la parole de Diev: descrite par Iaqves Covet, Parisien... Imprimé à Basle. M. DC.
- Collation oder Gesprech zu Nancy gehalten zwischen einem Jesuitischen Doktor ... und zweyen Dienern des Worts Gottes: Übers 1601

## Fuente
- http://en.wikipedia.org/wiki/Jacques_Couet
- Google Books: La Conference faictes à Nancy...

- Datos: Q6120518